# Bartholomäus Kilian

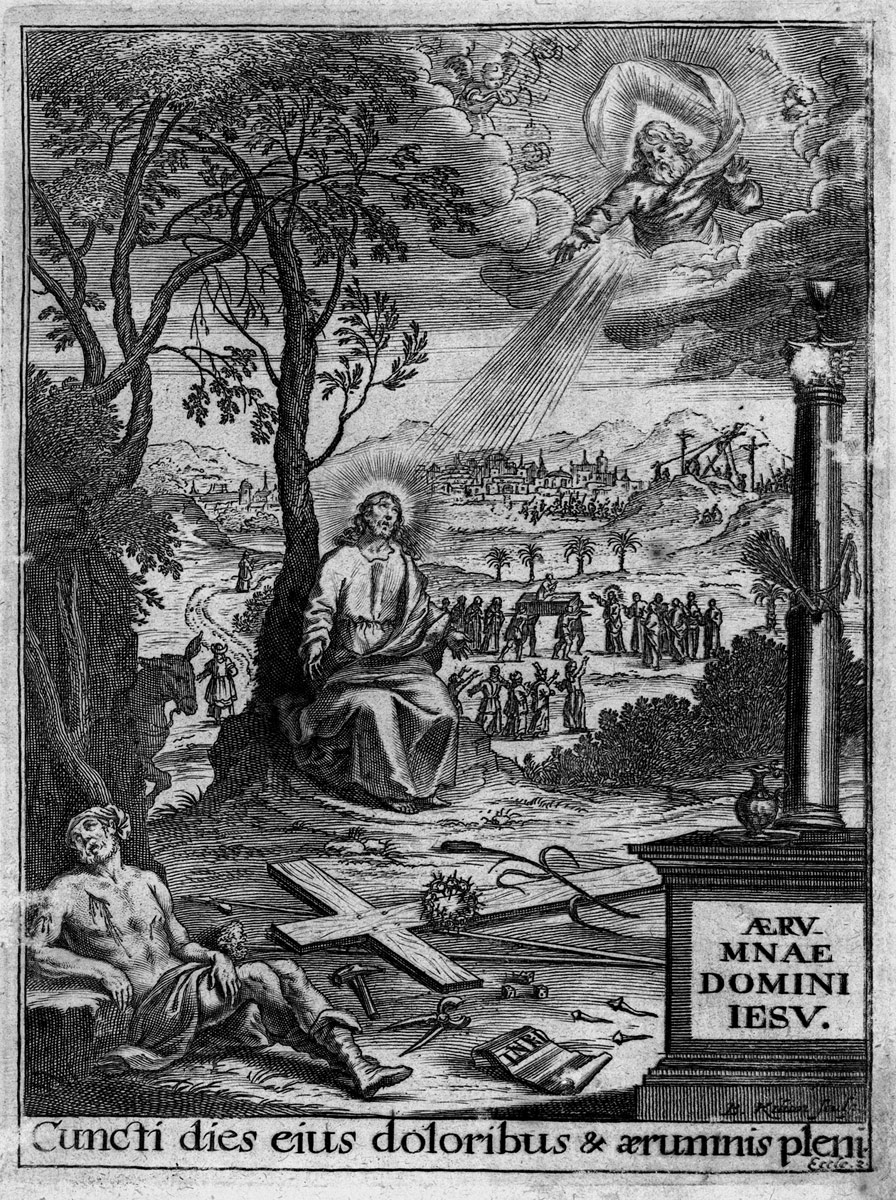
Kopparstick av Kilian.

Bartholomäus Kilian, född 1630, död 1696, var en tysk kopparstickare.
Kilian tillhörde en tysk konstnärsfamilj, av vilken ett 20-tal medlemmar under 1500-1700-talen fick stor betydelse för den tyska konsten. Bartholomäus Kilian verkade i Augsburg där han utvecklade en rik grafik verksamhet och nådde högt anseende särskilt för sina porträtt. Bland dessa märks särskilt ett ryttarporträtt av kejsar Josef I utfört på 12 plåtar i naturlig storlek samt ett porträtt av Karl XI.